# Gradovi heroji SSSR-a
Grad heroj SSSR-a (ruski: город-герой) je počasni naslov kojeg se dodjeljivalo za izvanredno junaštvo tijekom Velikog Domovinskog rata (Великая Отечественная война) u SSSR-u, od 1941. – 1945. godine. 
Ovaj naslov je dobilo dvanaest gradova u SSSR-u. U slučaju Brestske utvrde, dodijelilo se i istovrijedni naslov tvrđave heroja. Ova simbolična razlika za grad odgovara individualnoj razlici heroj SSSR-a. 
Prema statutu, Prezidij Vrhovnog Sovjeta SSSR-a je davao gradu Orden Lenjina, odlikovanje Zlatnu zvijezdu te potvrdu o herojskom činu gramotu. Sukladno svemu tome, i odgovarajući obelisk se postavilo u grad.
Naslov su dobili: 
1. Moskva
2. Lenjingrad (danas Sankt-Peterburg)
3. Ki'iv (Kijev)
4. Staljingrad (danas Volgograd)
5. Sevastopolj
6. Odesa
7. Brestska tvrđava (Брестская крепость (крепость-герой))
8. Novorossijsk
9. Kerč
10. Minsk
11. Tula
12. Murmansk
13. Smolensk

## Povijest
Uporaba naziva "grad-heroj" datira iz članaka u Pravdi iz 1942.
Prva službena uporaba naslova datira iz 1. svibnja 1945., kada je Staljin izdao svoju Zapovijed Vrhovnog zapovjednika br. 20, kojom naređuje „ispaljivanje paljbene salve u čast gradova heroja Lenjingrada, Staljingrada, Sevastopolja i Odese.”
22. lipnja, 1961. (na 20. obljetnicu početka Velikog Domovinskog rata), naziv „grad heroj” se uporabio i za Kijev, u ukazima kojima je Kijev nagrađen Lenjinovim ordenom i kojima je uvedeno „Odličje za Obranu Kijeva” (v. članak o Nagradama i odličjima SSSR-a).
Naslov je službeno bio uveden ukazom Prezidija Vrhovnog Sovjeta SSSR-a 8. svibnja 1965., prigodom 20. obljetnice pobjede u Velikom Domovinskom ratu. Istog dana, izdani su ukazi, kojima su nagrađeni gradovi (gore navedeni): Lenjingrad, Volgograd (prije Staljingrad), Kijev, Sevastopolj i Odesa. (Ipak, tradicionalno za ove gradove, obljetnice dodjele statusa grada-heroja se ravnaju prema ranijim nadnevcima). Nadalje, Moskva je proglašena „gradom-herojem”, a Brest u Bjelorusiji je proglašen „utvrdom-herojem”.
Nagrade su nadalje bile podijeljene:
- 14. rujna 1973.: Kerču i Novorossijsku
- 26. lipnja 1974.: Minsku
- 7. prosinca 1976.: Tuli
- 6. svibnja 1985.: Murmansku i Smolensku

1988. godine se službeno prestalo dodjeljivati ove nagrade.
Bilo je bilo rasprava u Rusiji, da mnoge od ovih nagrada su politički obojene i da neki drugi gradovi također zaslužuju ovu nagradu. Stoga je 5. travnja 2005. Državna Duma Ruske Federacije donijela zakon u prvom čitanju  o uvođenju počasnog naslova  „grada vojne slave” (Город воинской славы). Mogući kandidati su mjesta žestokih bitaka: Orel, Ržev, Jelnja, Voronjež, Vjazma i ini. Zakon je bio iskritiziran zbog nedostatka kriterija pri uporabi raznih izraza, kao što su „najžešće bitke”, i što nije specificirao izvore novčarenja njegove primjene.

## Brestovska utvrda-heroj
Utvrda u Brestu u Bjelorusiji se nalazila istočnije od tadašnje svježe uspostavljene granice između SSSR-a i Trećeg Reicha. Ova granica je bila nacrtana u tajnosti, kao tajni dodatak sporazumu Molotov-Ribbentrop, a ubrzo je uspostavljena i de-facto, nakon što su dvije ugovorne strane napale i podijelile Poljsku u rujnu 1939. godine, samo nekoliko tjedana nakon zaključenja sporazuma. 

Kao takva, utvrda je imala malo upozorenja kada su Osovinske sile napale SSSR 22. lipnja 1941. godine. Smjesta je postala mjestom prvih velikih borba između sovjetskih i nacističkih postrojbi, pri čemu su sražene strane bile sovjetske pogranične straže i napadačke njemačke snage Skupine Armija „Sredina”. Njemačko topništvo je teško granatiralo utvrdu, i kasniji pokušaj zauzimanja iste pješaštvom nije uspio. 

Postrojbe Trećeg Reicha su započele tada dugu opsadu. Brestski garnizon od 4 tisuće vojnika smještenih u tvrđavi se žestoko odupirao njemačkim napadima. Iako su bili u početku iznenađeni napadom i uz činjenicu da su bili malobrojniji, pri čemu je omjer snaga bio 10:1 u korist postrojbi Trećeg Reicha, i iako su bili odsječeni od ostatka svijeta i što su ostali bez hrane, vode i streljiva, branitelji su se borili i činili protunapade do zadnjeg trenutka. 

Nijemci su rabili oklopnike, suzavac i plamenobacače, ali nisu mogli razbiti sovjetski otpor. 

Nakon što su Nijemci konačno uspjeli zauzeti veći dio srušenih utvrđenih građevina, uz velike vlastite gubitke, krvava borba se nastavila pod zemljom. Borbe su okončane u drugoj polovici lipnja. Dotad se na ostalim bojištima, crta bojišnice maknula stotine kilometar dalje prema istoku.

A čak i kada je utvrda službeno bila u potpunosti zauzeta, nekolicina preživjelih branitelja se nastavila skrivati u temeljima i praviti nerede njemačkom okupatoru još nekoliko mjeseca.

Uvrda Brest je nagrađena naslovom utvrde heroja 1965. godine. 

## Minsk
Minsk, današnji glavni grad Bjelorusije, je bio okružen nadirućim njemačkim snagama u drugoj polovici lipnja 1941. godine. Upavši u veliki džep, sovjetske snage su se očajničkom žestinom borile. Otpor je slomljen 9. srpnja, pri čemu je 300 tisuća pripadnika sovjetskih postrojbi bilo zarobljeno. Za vrijeme trogodišnje okupacije, Nijemci su ubili oko 400 tisuća civila u i okolo grada. Područje Minska je postalo središtem sovjetske partizanske aktivnosti iza neprijateljskih crta. Minsk je nagrađen naslovom grada heroja 1974. godine. 

## Smolensk
Smolensk je grad na prometnici prema Moskvi. Kao takav, našao se na putu njemačkim napadačima. Sovjeti su ondje pripravili organiziranu obrambenu crtu, i pri srazu tih dviju snaga, zbila se bitka kod Smolenska u ljeto 1941. godine. 

Njemačke oklopne divizije iz Skupine Armija „Sredina” su započele napad 10. srpnja 1941., s ciljem okruživanja sovjetskih postrojbi u Smolensku i okolici. 

Sovjetski otpor je bio žilav i žestok, a poduzelo se i nekoliko protunapada. Sovjeti su čak uspjeli privremeno probiti njemački obruč, pri čemu su i uspjeli evakuirati postrojbe iz okruženja. 

Bitka je okončala se u prvoj polovici rujna. Žestoke borbe su značajno usporile sveopći njemački nador prema Moskvi, tako da su obrambene crte koje su se nalazile istočnije, su mogle biti ojačane. 

Smolensk je za te zasluge dobio naslov grada-heroja 1985. godine.

## Kijev
Glavni grad današnje Ukrajine je postao mjestom najveće bitke snaga u okruženju ljeta 1941. godine. Kada su Nijemci započeli ofenzivu 7. srpnja, sovjetskim postrojbama koncentriranim oko kijevskog područja je bilo naređeno neka stoje na položajima, i svaki pokušaj proboja je bio zabranjen. 

Okružene snage su se ogorčeno branile. Tisuće civila se dragovoljno branilo za pomoći braniti grad. 

Kijev je zauzet 19. rujna. Preko 600 tisuća pripadnika sovjetskih postrojbi je zarobljeno, i okruženo područje je očišćeno. Ipak, produljeni otpor je učinkovito usporio i poremetio nacistički plan munjevitog rata. S druge strane, bitka je bila veličanstvena pobjeda za snage Trećeg Reicha i katastrofalni poraz za sovjetske snage. Imala je veliki učinak na moral, a Adolf Hitler je uzdizao pobjedu do razine najveće pobjede u povijesti.
Za vrijeme njemačke okupacije Kijeva, stotine tisuća civila je ubijeno ili deportirano da bude robovskom radnom snagom diljem okupirane Europe. 
Kijev je postao opet bojištem, kada su nadiruće sovjetske snage potisnule Nijemce prema zapadu, oslobodivši grad 6. studenog 1943. Kijev je dobio naslov grada-heroja 1965. godine.

## Odesa
Početkom kolovoza 1941. godine, crnomorska luka Odesa u današnjoj Ukrajini je napadnuta od strane rumunjskih postrojbi, koje su se borile zajedno s njihovim njemačkim saveznicima. Žestoka bitka za obranu grada je trajala do 16. listopada, kada su preostale sovjetske snage, kao i 15 tisuća civila evakuirane morskim putem. Partizanska (gerilska) borba se nastavila u gradskim katakombama. 

Odesa je nagrađena naslovom grada-heroja 1945. godine.

## Murmansk
Grad Murmansk na poluotoku Koli, blizu norveške i finske granice, je bio strateški važna morska luka i industrijski grad. Bio je jedinom sovjetskom lukom koja nije bila zamrznuta zimi, i bila je od životnog značaja za prijevoz dobara prema jugu. 

Snage Trećeg Reicha, uključujući i 800 Finaca pod njemačkim zapovjedništvom, pokrenule su ofenzivu na Murmansk 29. lipnja 1941. Više od 180 tisuća granata i zapaljivog komada streljiva  je ispaljeno na grad. 

Žilavi sovjetski otpor u tundri te nekoliko sovjetskih protunapada je učinilo prodor Osovinskim snagama nemogućim. 

Osovinske snage su prekinule s napadima u drugoj polovici listopada 1941., ne uspjevši zauzeti Murmansk niti prekinuti Karelijsku željezničku prugu. Murmansk je nagrađen naslovom grada-heroja 1985. godine.

## Lenjingrad
Lenjingrad, danas Sankt-Peterburg je bio mjestom jedne od najvećih ljudskih tragedija za vrijeme Drugog svjetskog rata. Prije rata, grad je imao tri milijuna stanovnika. 

Do kolovoza 1941. godine, Nijemci su došli do južnih gradskih predgrađa. U međuvremenu, Finci su vratili Karelijsku prevlaku (sjeverozapadno od grada), ironično izgubljenu za rata sa SSSR-om 1940., koji je bio posljedica sporazuma Hitlera i Staljina. 
Grad je bio potpuno odsječen od ostatka svijeta 8. rujna 1941. Ostali su bez ikakve kopnene veze. Finski zaljev je bio blokiran. Jedina veza je bila vodeni put preko jezera Ladoge, među ostalim, i zato što finsko zapovjedništvo se nije složilo s njemačkim zahtjevima za daljnjim napredovanjem preko rijeke Svira i zauzimanjem preostalog dijela jezerske obale (Finci je zanimao samo povrat izgubljenih područja u Zimskom ratu). Budući da je zauzimanje grada bio prevelik trošak u ljudstvu i opremi za Nijemce, a suočeni sa žestokim sovjetskim otporom, Nijemci su započeli opsadu, s ciljem iscrpljivanja i izgladnjivanja grada do smrti. Uskoro je pučanstvo ostalo bez struje, vode i grijanja. Sav javni promet je zastao zimi 1941/42. 1942. tramvaji su opet pokrenuti (trolejbusi i autobusi su bili nefunkcionalni do konca rata).
Tisuće Lenjingrađana je umrlo ili izgladnjelo nasmrt u prvoj zimi opsade, umirući kod kuće, ili padajući od iscrpljenosti na ulicama. U međuvremenu, njemačko topništvo je nastavljalo gađati grad. Iako je opsada trajala 900 dana, grad se nije predao. Za vrijeme ove opsada, izgladnjelo stanovništvo je dovedeno do krajnjih situacija i poteza, a neki su se dali i u ljudožderstvo. Kada se površina jezera Ladoge zamrznula, otvorena je cesta života, prometnica koja je vodila do južnih jezerskih obala, koje je nadzirala sovjetska vlast. Tako je krenula duga kolona kamiona, donoseći hranu i potrepštine u opsjednuti grad i evakuirajući građane na svom povratku. I hrana i prijevoz civila je redovito bio napadan od njemačkog topništva i ratnog zrakoplovstva.
Kada su sovjetske postrojbe razbile opsadu u siječnju 1944., preko milijun Lenjingrađana je umrlo od gladi, studeni i granatiranja. Sovjetski građani koji su surađivali s nacistima i oni koji su sudjelovali u ljudožderstvu su smaknuti. 300 tisuća vojnika je izgubljeno u obrani i razbijanju Lenjingradskog obruča. Lenjingrad je dobio naslov grada-heroja 1945. i to kao prvi grad koji je primio tu nagradu.

## Tula
Tula je povijesni ruski grad s važnom vojnom industrijom. Nalazi se južno od Moskve, čime se našao na putu nacističkim osvajačima i kao strateški cilj. Na njega je pokrenuta njemačka ofenziva s ciljem razbijanja sovjetskog otpora u moskovskom području u razdoblju između 24. listopada i 5. prosinca 1941. godine. Teško utvrđeni grad je izdržao, osiguravši time južno krilo tijekom obrane Moskve, stvorivši uvjete za protuofenzivu. Tula je dobila naslov grada-heroja 1976. godine.

## Moskva
Pred vratima sovjetske prijestolnice su njemački invazori pretrpjeli njihov prvi značajni poraz 1941. Moskva je bila ta prva kamenita obala gdje su pobješnjelo more njemačkih osvajača razbijalo.
Do zastoja prodora njemačke grupe armija „Centar” je došlo u drugoj polovici studenog 1941. godine, na udaljenijim moskovskim predgrađima. Sovjetska vlada je bila evakuirana u Kujbyšev, ali Staljin je odlučio ostati u gradu. 
U borbi između odlučnosti i očaja, Moskovljani su pomagali graditi obrambene položaje po moskovskim ulicama. Postaje podzemne željeznice su služile kao sklonište za vrijeme njemačkih zračnih napada. General Georgij Žukov, koji je preuzeo zapovjedništvo obrane grada, u velike je napustio taktiku bliske borbe mjesnim zapovjednicima na gradskim pristupima, a on se usredotočio na svježe snage iz Sibira za možebitni protunapad. Možebitno je postalo ono što jest i još više: sovjetska protuofenziva je uslijedila 5. i 6. prosinca 1941. Po neuobičajeno cičoj zimi i teškoj studeni, sovjetske postrojbe, uključujući i dobro opremljene skijaške bataljune, su otjerale snage Trećeg Reicha dalje od Moskve i konsolidirale su svoje položaje 7. siječnja 1942. Pobjeda u moskovskoj bitci je dala veliki, tako nuždni poticaj teško demoraliziranom sovjetskom puku. 
Moskva je dobila naslov grada-heroja 1965. godine.

## Sevastopol
Crnomorska luka Sevastopolj je bila teško branjena tvrđava na poluotoku Krimu. Njemačke i rumunjske postrojbe su prodrle do daljih sevastopoljskih predgrađa sa sjeverne strane. Napad na grad je krenuo 30. listopada 1941. Budući nisu uspili zauzeti grad, osovinske snage su započele opsadu, uz teško bombardiranje grada. Druga osovinska ofenziva je počela u prosincu 1941., i okončala je neuspjehom, jer se su se sovjetske kopnene i pomorske snage žestoko branile. Grad je pao u neprijateljske ruke u lipnju 1942. godine.

Oslobošene je nakon žestokih borba u svibnju 1944. godine. 

Naslov grada-heroja, Sevastopolj dobiva 1945.

## Kerč
Kerč je luka na istoku poluotoka Krima. Tvorila je mostobran kod tjesnaca, koji je odvajao Krim od glavnog kopna od SSSR-a. 

Nakon žestokih borba, Nijemci su ga zauzeli studenoga 1941. godine. 30. prosinca 1941.

Sovjeti su ga vratili pod svoj nadzor u operaciji iskrcavanja s mora. 

Svibnja 1942., Nijemci ga ponovno okupiraju, ali ipak, sovjetske partizanske snage su se održale na stijenama blizu grada sve do listopada 1942. 

31. listopada 1943. Sovjeti su pokrenuli još jedno pomorsko iskrcavanje. 

Uvelike razrušeni grad je konačno oslobođen 11. travnja 1944. godine.

## Novorossijsk
Grad Novorossijsk na istočnoj obali Crnog mora je bio obrambenim uporištem od njemačke ljetne ofenzive 1942. Neizvjesne borbe u i oko grada su trajale od kolovoza do rujna 1942. Sovjeti su uspjeli zadržati posjed na istočnim dijelom zaljeva, čime su spriječili Nijemce rabiti luku za opskrbu postrojbi brodskim putem. 

Novorossijsk je nagrađen naslovom grada-heroja 1973. godine.

## Volgograd (Staljingrad)
Volgograd je današnje ime za grad Staljingrad. Obrana Staljingrada od lipnja do studenog 1942., zatim protuofenziva od 19. studenog 1942. koja je okružila osovinske snage u i oko grada, kao i njemačka predaja 2. veljače 1943. je obilježila prekretnicu cijelog drugog svjetskog rata. 
Ustrajnost i oštrina bitke za Staljingrad nam oslikava žilavu borbu u Velikog Domovinskog rata. Teško bombardiranje od strane snaga Trećeg Reicha i njihovih saveznika, ubojstva tisuća civila je pretvorilo grad u krajobraz ruševina i paljevine. 
Radnici gradskih tvornica oružja su na koncu sami osobno isporučivali oružje i streljivo braniteljima grada kako su se Nijemci primicali, a na koncu su se sami borili. Sve više sovjetskih snaga je dovučeno u grad preko Volge unatoč neprijateljskoj paljbi. Njemačka nadmoćnost u oklopnicima je postala beskorisna u uličnim borbama po ruševinama zgrada i razrovanim ulicama. Žestoka borba prsa o prsa po ulicama, u zgradama i stubištima se nastavila mjesecima. Crvena armija je maknula svoje strateške pričuve iz Moskve prema donjoj Volzi, prebacivši sve dostupne zrakoplove iz cijele zemlje u Staljingradsko područje.
Nijemci i njihovi saveznici su izgubili četvrtinu njihovih angažiranih snaga na istočnom bojištu, nikad se ne oporavivši od ovog poraza. Ukupne žrtve na obima stranama po procjenama iznose između jednog i dva milijuna, sve to unutar razdoblja od dvjesta dana.
Staljingrad je dobio naslov grada-heroja 1945. godine.